# Steinbockmarsch

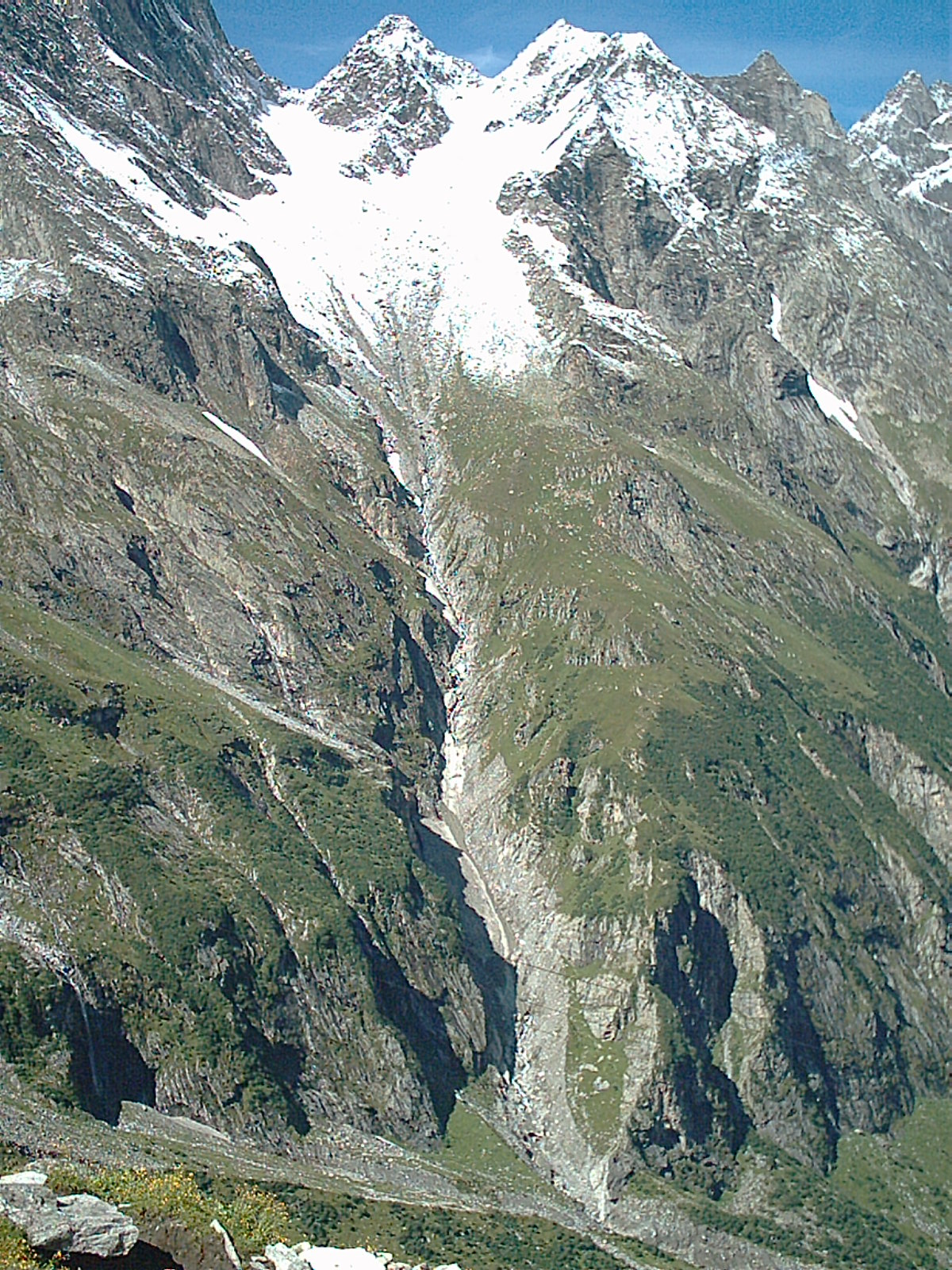
Blick von der Greizer Hütte zum Aufstieg zur Mörchnerscharte.

Als Zillertaler Steinbockmarsch wird die seit 1969 jährlich im August stattfindende Wanderung in den Zillertaler Alpen bezeichnet.
Sie findet zusammen mit dem Steinbocklauf von Ginzling durch das Floitental über die Nördliche Mörchnerscharte in den Zemmgrund bis zum Breitlahner statt, von wo eine Busverbindung zum Startort besteht. Auf einer Streckenlänge von rund 30 Kilometern sind 1871 Höhenmeter im Auf- und 1613 Höhenmeter im Abstieg zu bewältigen.
Wenn im höheren Bereich am Kamm und darunter Schnee liegt (wie z. B. 2004, vgl. Foto), findet der Marsch alternativ von Ginzling bis zur Greizer Hütte und auf demselben Weg zurück statt.